# Yŏnan-ŭp
Yŏnan-ŭp är en ort i Nordkorea.   Den ligger i provinsen Södra Hwanghae, i den södra delen av landet, 130 km söder om huvudstaden Pyongyang. Yŏnan-ŭp ligger 43 meter över havet och antalet invånare är 22 665.
Terrängen runt Yŏnan-ŭp är huvudsakligen platt, men norrut är den kuperad.  Det finns inga andra samhällen i närheten. Trakten runt Yŏnan-ŭp består till största delen av jordbruksmark.